# Øystein Lønn
Øystein Lønn, né le 12 avril 1936 à Kristiansand et mort le 10 janvier 2022, est un écrivain et journaliste norvégien.

## Biographie
Journaliste de formation, il décide dans ses jeunes années de s'installer en Espagne où le faible coût de la vie lui permet de se consacrer à l'écriture de romans et nouvelles. Il publie dès 1966 le recueil de nouvelles Prosesjonen, suivi en 1967 du roman Kontinentene. Si l'influence d'Ernest Hemingway transparaît dans ses nouvelles, elle cède le pas à celle de la littérature française qui devient encore plus manifeste dans les romans Arkeologene (1971) et Lu (1977).
Après Veien til Cordoba (1981), un récit qui se déroule Espagne où un nommé Blakey rend visite à un ami malade et doit affronter son passé, Lønn aborde entre 1984 et 1991 le roman policier avec une trilogie qui se conclut avec La Cinquième Affaire de Thomas Ribe (Thomas Ribes femte sak).
Encore relativement peu connu du grand public dans les années 1990, il occupe soudainement le devant de la scène littéraire norvégienne lorsqu'il reçoit coup sur coup le Prix Dobloug en 1992, le Prix Brage en 1993 pour Thranes metode et le Grand prix de littérature du Conseil nordique en 1996 pour Hva skal vi gjøre i dag og andre noveller.
Son œuvre est aujourd'hui traduite en danois, suédois, finnois, islandais, anglais, allemand, français, néerlandais, russe, tchèque, letton et lituanien.

## Œuvre

### Romans

#### Trilogie policière
- Bjanders reise (1984)
- Tom Rebers siste retrett (1988)
- Thomas Ribes femte sak (1991) Publié en français sous le titre La Cinquième Affaire de Thomas Ribe, traduit par Alain Gnaedig, Paris, Éditions Gallimard, Série noire no 2607, 2001, 242 p.  (ISBN 2-07-049693-7)

#### Trilogie romanesque
- Ifølge Sofia (2001) Publié en français sous le titre D’après Sofia, traduit par Alain Gnaedig, Paris, Éditions Gallimard, coll. « Du monde entier », 2006, 271 p.  (ISBN 2-07-076514-8)
- Simens stormer (2003) Publié en français sous le titre Les Tempêtes de Simen, traduit par Alain Gnaedig, Paris, Éditions Gallimard, coll. « Du monde entier », 2008, 248 p.  (ISBN 978-2-07-077218-6)
- Etter Sofia (2010)

#### Autres romans
- Kontinentene (1967)
- Arkeologene (1971)
- Hirtshals, Hirtshals (1975)
- Lu (1977)
- Veien til Cordoba (1981)
- Maren Gripes nødvendige ritualer (1999)

### Recueils de nouvelles
- Prosesjonen (1966)
- Historie (1973)
- Der humlene suser. En i Norge ved fire av dem (1979), recueil en collaboration
- Thranes metode og andre noveller (1993)
- Hva skal vi gjøre i dag? og andre noveller (1995)
- Plutselig landligge (2006)

### Théâtre
- Hva skal vi gjøre i dag? : en akt for fire personer (1998), en collaboration avec Gerhard Knoop
- Quisling. Undersøkelsen (2005), en collaboration avec Finn Skårderud